# Římskokatolická farnost Bohdaneč u Zbraslavic
Římskokatolická farnost Bohdaneč u Zbraslavic je územním společenstvím římských katolíků v rámci kutnohorsko-poděbradského vikariátu královéhradecké diecéze.

## O farnosti

### Historie
V roce 1233 je Bohdaneč uváděna jako majetek Řádu německých rytířů. Ti v uvedeném roce darovali ves želivským premonstrátům. Roku 1352 je pak bohdanečská plebánie uváděna v Rejstříku papežských desátků. V roce 1600 se uvádí vyzdění krypty rodu Březských z Ploskovic. V roce 1764 byla pak v kostele zřízena krypta, určená k pohřbívání místních farářů. Roku 1899 byl pak zřízen v kostele nový hlavní oltář v novogotickém stylu.

### Současnost
Farnost je spravována ex currendo ze Zbraslavic. 
| Kostel                        | Místo       | Bohoslužba             | Bohoslužba             | Poznámka        |
| ----------------------------- | ----------- | ---------------------- | ---------------------- | --------------- |
| Kaple sv. Jana Nepomuckého    | Bělá        | neslouží se pravidelně | neslouží se pravidelně | obecní kaple    |
| Kostel Zvěstování Páně        | Bohdaneč    | neděle                 | 8.00                   | farní kostel    |
| Kostel sv. Matouše            | Michalovice | neslouží se pravidelně | neslouží se pravidelně | filiální kostel |
| Kaple Navštívení Panny Marie  | Řeplice     | neslouží se pravidelně | neslouží se pravidelně | obecní kaple    |
| Kaple Všech svatých           | Šlechtín    | neslouží se pravidelně | neslouží se pravidelně | obecní kaple    |
| Kostel Navštívení Panny Marie | Třebětín    | neslouží se pravidelně | neslouží se pravidelně | filiální kostel |
| Kaple Nejsvětější Trojice     | Víckovice   | neslouží se pravidelně | neslouží se pravidelně | obecní kaple    |